# Lathraea purpurea
Lathraea purpurea är en snyltrotsväxtart som beskrevs av George Baker Cummins och George King. Lathraea purpurea ingår i släktet vätterosor, och familjen snyltrotsväxter. Inga underarter finns listade i Catalogue of Life.